# Maximino Ávila Camacho
Maximino Ávila Camacho (Teziutlán, Puebla; 23 de agosto de 1891-Puebla de Zaragoza, Puebla; 17 de febrero de 1945) fue un militar y político mexicano. Fue hermano del presidente Manuel Ávila Camacho. 
Fue elegido gobernador de Puebla en 1937, para posteriormente aspirar a la candidatura a la presidencia de la República en 1940 por el entonces Partido de la Revolución Mexicana, y en su lugar resultó nominado su hermano Manuel, en cuyo gabinete fue nombrado, el 29 de septiembre de 1941, Secretario de Comunicaciones y Obras Públicas.
Nuevamente se perfilaba como aspirante a la candidatura presidencial hacia las elecciones de 1946, pero falleció inesperadamente el 17 de febrero de 1945, al sufrir un ataque cardiaco.

## Secretario de Comunicaciones y Obras Públicas
Así, el 29 de septiembre de 1941, el presidente aprovechó esta coyuntura para nombrar a Maximino secretario de Comunicaciones y Obras Públicas en sustitución de Jesús B. de la Garza, quien ocupó el cargo durante diez meses.

## Muerte
Sin embargo, antes de que Maximino pudiera hacer algo contra la postulación de Miguel Alemán, falleció el 17 de febrero de 1945 en su casa de Puebla, en el barrio Xonaca. Su muerte siempre ha quedado entre sospechas, difundiéndose el rumor de que habría sido envenenado durante un banquete en Atlixco al que fue invitado por la CROM.

## Literatura histórica
- La novela Arráncame la vida, de Ángeles Mastretta, está basada en la vida de Maximino Ávila Camacho.
- En el cuento de José Emilio Pacheco Tenga para que se entretenga, aparece como uno de los personajes.
- La oscura sombra del cardenismo en Puebla. Ocaso y formación del poder político en Puebla, de Jorge Efrén Arrazola Cermeño. Tesis doctoral. Facultad de Ciencias Políticas y Sociales. Universidad Nacional Autónoma de México. 2003.
- Política y poder en Puebla. Formación y ocaso del cacicazgo avilacamachista: 1937-1987, de Wil G. Pansters.
- Vivir de pie, el tiempo de Maximino Ávila Camacho. Editorial Las Ánimas, Rodrigo Fernández C.
- Maximino Ávila Camacho and the One-Party State: The Taming of Caudillismo, de Alejandro Quintana.

## En el cine
La exitosa película mexicana Arráncame la vida, adaptación cinematográfica de la novela homónima, está basada en gran parte en la vida de Maximino Ávila Camacho, representado en el personaje ficticio de Andrés Ascencio.[cita requerida]